# Sibon linearis
Sibon linearis là một loài rắn trong họ Rắn nước. Loài này được Perez-Higareda, Lopez-Luna & Smith mô tả khoa học đầu tiên năm 2002.